# Dajabón (prowincja)
Dajabón – prowincja Dominikany. Stolicą prowincji jest miasto Dajabón.

## Opis
Prowincja położona na północnym zachodzie Dominikany, zajmuje powierzchnię 1 021 km² i liczy 63 9555 mieszkańców 1 grudnia 2010.

## Gminy
| Lp.     | Gmina           | Liczba ludności (2010) | Powierzchnia (km²) |
| ------- | --------------- | ---------------------- | ------------------ |
| 1       | Dajabón         | 28 071                 | 261                |
| 2       | El Pino         | 6 035                  | 87,9               |
| 3       | Loma de Cabrera | 15 624                 | 246                |
| 4       | Partido         | 6 951                  | 150                |
| 5       | Restauración    | 7 274                  | 277                |
| Łącznie |                 | 63 955                 | 1 021              |